# Skeleton-Weltcup 2021/22
Der Skeleton-Weltcup 2021/22 (Sponsorenname: BMW IBSF Weltcup 2021/2022) war eine von der International Bobsleigh & Skeleton Federation (IBSF) veranstaltete Wettkampfserie im Skeleton, in der Wettbewerbe für Männer und Frauen ausgetragen wurden. Der Weltcup begann am 19. November 2021 in Innsbruck-Igls und endete am 14. Januar 2022 in St. Moritz. Aufgrund der COVID-19-Pandemie fanden wie in der Vorsaison keine Weltcuprennen in Nordamerika statt. Höhepunkt der Saison waren die Olympischen Winterspiele vom 4. bis 20. Februar 2022 in Peking bzw. Yanqing, deren Ergebnisse jedoch nicht zum Weltcup zählten.
Titelverteidiger in der Gesamtweltcupwertung waren Janine Flock und Martins Dukurs.
Durchgehend am gleichen Ort fanden die Rennen zum Bob-Weltcup statt.

## Wettkampfkalender
Im April 2021 veröffentlichte die IBSF den Weltcupkalender für die Saison 2020/21, der Rennen auf sechs Bahnen vorsah. Wie im Vorjahr verzichtete der Verband aufgrund der COVID-19-Pandemie auf die sonst üblichen Weltcups in Nordamerika. Nachdem die Kunsteisbahn Königssee im Juli 2021 durch schweres Hochwasser zerstört worden war, verlegte die IBSF den für Anfang Dezember dort geplanten Weltcup nach Altenberg.
Als Zeitraum ist stets die gesamte Wettkampfwoche angegeben, die eigentlichen Weltcupwettbewerbe sind jeweils für Freitag angesetzt.
| # | Datum                              | Land        | Ort            | Wettkampfstätte                      |
| - | ---------------------------------- | ----------- | -------------- | ------------------------------------ |
| 1 | 15.–21. November 2021              | Österreich  | Innsbruck-Igls | Olympia Eiskanal Innsbruck-Igls      |
| 2 | 22.–28. November 2021              | Österreich  | Innsbruck-Igls | Olympia Eiskanal Innsbruck-Igls      |
| 3 | 29. November – 5. Dezember 2021    | Deutschland | Altenberg      | Rennschlitten- und Bobbahn Altenberg |
| 4 | 6.–12. Dezember 2020               | Deutschland | Winterberg     | Veltins-Eisarena                     |
| 5 | 13.–19. Dezember 2021              | Deutschland | Altenberg      | Rennschlitten- und Bobbahn Altenberg |
| 6 | 28. Dezember 2021 – 2. Januar 2022 | Lettland    | Sigulda        | Bob- und Rennschlittenbahn Sigulda   |
| 7 | 3.–9. Januar 2022                  | Deutschland | Winterberg     | Veltins-Eisarena                     |
| 8 | 10.–16. Januar 2022                | Schweiz     | St. Moritz     | Olympia Bob Run St. Moritz–Celerina  |

## Übersicht
| 1. Weltcup in Innsbruck-Igls, 19. November 2021 | 1. Weltcup in Innsbruck-Igls, 19. November 2021 | 1. Weltcup in Innsbruck-Igls, 19. November 2021 | 1. Weltcup in Innsbruck-Igls, 19. November 2021 |
| ----------------------------------------------- | ----------------------------------------------- | ----------------------------------------------- | ----------------------------------------------- |
| Disziplin                                       | Erster Platz                                    | Zweiter Platz                                   | Dritter Platz                                   |
| Frauen                                          | Jelena Nikitina                                 | Kimberley Bos                                   | Kim Meylemans                                   |
| Männer                                          | Alexander Tretjakow                             | Martins Dukurs                                  | Christopher Grotheer                            |

| 2. Weltcup in Innsbruck-Igls, 26. November 2021 | 2. Weltcup in Innsbruck-Igls, 26. November 2021 | 2. Weltcup in Innsbruck-Igls, 26. November 2021 | 2. Weltcup in Innsbruck-Igls, 26. November 2021 |
| ----------------------------------------------- | ----------------------------------------------- | ----------------------------------------------- | ----------------------------------------------- |
| Disziplin                                       | Erster Platz                                    | Zweiter Platz                                   | Dritter Platz                                   |
| Frauen                                          | Jelena Nikitina                                 | Kimberley Bos                                   | Valentina Margaglio                             |
| Männer                                          | Geng Wenqiang Christopher Grotheer Matt Weston  | –                                               | –                                               |

| 3. Weltcup in Altenberg, 3. Dezember 2021 | 3. Weltcup in Altenberg, 3. Dezember 2021 | 3. Weltcup in Altenberg, 3. Dezember 2021 | 3. Weltcup in Altenberg, 3. Dezember 2021 |
| ----------------------------------------- | ----------------------------------------- | ----------------------------------------- | ----------------------------------------- |
| Disziplin                                 | Erster Platz                              | Zweiter Platz                             | Dritter Platz                             |
| Frauen                                    | Tina Hermann                              | Alina Tararytschenkowa                    | Janine Flock                              |
| Männer                                    | Axel Jungk                                | Christopher Grotheer                      | Martins Dukurs                            |

| 4. Weltcup in Winterberg, 10. Dezember 2021 | 4. Weltcup in Winterberg, 10. Dezember 2021 | 4. Weltcup in Winterberg, 10. Dezember 2021 | 4. Weltcup in Winterberg, 10. Dezember 2021 |
| ------------------------------------------- | ------------------------------------------- | ------------------------------------------- | ------------------------------------------- |
| Disziplin                                   | Erster Platz                                | Zweiter Platz                               | Dritter Platz                               |
| Frauen                                      | Kimberley Bos                               | Tina Hermann                                | Mirela Rahneva                              |
| Männer                                      | Alexander Tretjakow                         | Axel Jungk                                  | Christopher Grotheer                        |

| 5. Weltcup in Altenberg, 17. Dezember 2021 | 5. Weltcup in Altenberg, 17. Dezember 2021 | 5. Weltcup in Altenberg, 17. Dezember 2021 | 5. Weltcup in Altenberg, 17. Dezember 2021 |
| ------------------------------------------ | ------------------------------------------ | ------------------------------------------ | ------------------------------------------ |
| Disziplin                                  | Erster Platz                               | Zweiter Platz                              | Dritter Platz                              |
| Frauen                                     | Tina Hermann                               | Valentina Margaglio                        | Julija Kanakina                            |
| Männer                                     | Martins Dukurs                             | Axel Jungk                                 | Christopher Grotheer                       |

| 6. Weltcup in Sigulda, 31. Dezember 2021 | 6. Weltcup in Sigulda, 31. Dezember 2021 | 6. Weltcup in Sigulda, 31. Dezember 2021 | 6. Weltcup in Sigulda, 31. Dezember 2021 |
| ---------------------------------------- | ---------------------------------------- | ---------------------------------------- | ---------------------------------------- |
| Disziplin                                | Erster Platz                             | Zweiter Platz                            | Dritter Platz                            |
| Frauen                                   | Janine Flock                             | Julija Kanakina                          | Kimberley Bos                            |
| Männer                                   | Tomass Dukurs                            | Martins Dukurs                           | Seunggi Jung                             |

| 7. Weltcup in Winterberg, 7. Januar 2022 | 7. Weltcup in Winterberg, 7. Januar 2022 | 7. Weltcup in Winterberg, 7. Januar 2022 | 7. Weltcup in Winterberg, 7. Januar 2022 |
| ---------------------------------------- | ---------------------------------------- | ---------------------------------------- | ---------------------------------------- |
| Disziplin                                | Erster Platz                             | Zweiter Platz                            | Dritter Platz                            |
| Frauen                                   | Kimberley Bos                            | Jacqueline Lölling                       | Jelena Nikitina                          |
| Männer                                   | Martins Dukurs                           | Axel Jungk                               | Alexander Tretjakow                      |

| 8. Weltcup und Europameisterschaft in St. Moritz, 14. Januar 2022 | 8. Weltcup und Europameisterschaft in St. Moritz, 14. Januar 2022 | 8. Weltcup und Europameisterschaft in St. Moritz, 14. Januar 2022 | 8. Weltcup und Europameisterschaft in St. Moritz, 14. Januar 2022 |
| ----------------------------------------------------------------- | ----------------------------------------------------------------- | ----------------------------------------------------------------- | ----------------------------------------------------------------- |
| Disziplin                                                         | Erster Platz                                                      | Zweiter Platz                                                     | Dritter Platz                                                     |
| Frauen                                                            | Jaclyn Narracott                                                  | Kimberley Bos                                                     | Mirela Rahneva                                                    |
| Männer                                                            | Martins Dukurs                                                    | Alexander Gassner                                                 | Christopher Grotheer                                              |

## Gesamtwertung

### Frauen
| Rang | Athlet                | IGL1 | IGL2 | AB1 | WIB1 | AB2 | SIG | WIB2 | STM | Punkte |
| ---- | --------------------- | ---- | ---- | --- | ---- | --- | --- | ---- | --- | ------ |
| 01   | Kimberley Bos         | 2    | 2    | 6   | 1    | 10  | 3   | 1    | 2   | 1600   |
| 02   | Janine Flock          | 6    | 7    | 3   | 7    | 4   | 1   | 8    | 4   | 1481   |
| 03   | Jelena Nikitina       | 1    | 1    | 11  | 6    | 6   | 5   | 3    | 11  | 1458   |
| 04   | Tina Hermann          | 8    | 12   | 1   | 2    | 1   | 6   | 7    | 10  | 1436   |
| 05   | Julija Kanakina       | 12   | 5    | 7   | 14   | 3   | 2   | 4    | 16  | 1290   |
| 06   | Valentina Margaglio   | 5    | 3    | DNF | 8    | 2   | 8   | 6    | 5   | 1274   |
| 07   | Alina Tararychenkova  | 4    | 4    | 2   | 18   | 11  | 7   | 15   | 13  | 1202   |
| 08   | Mirela Rahneva        | 14   | 11   | 18  | 3    | 11  | 13  | 5    | 3   | 1168   |
| 09   | Hannah Neise          | 18   | 10   | 4   | 9    | 7   | 16  | 14   | 8   | 1104   |
| 10   | Jacqueline Lölling    | 11   | 21   | 9   | 4    | 13  | 17  | 2    | 12  | 1088   |
| 11   | Jane Channell         | 7    | 12   | 10  | 12   | 24  | 9   | 9    | 7   | 1085   |
| 12   | Kim Meylemans         | 3    | 6    | 5   | 13   | 5   | 4   | –    | –   | 1056   |
| 13   | Katie Uhlaender       | 16   | 9    | 8   | 5    | 15  | 10  | –    | 9   | 0992   |
| 14   | Kelly Curtis          | 9    | 14   | 13  | 10   | 17  | 20  | 13   | 6   | 0980   |
| 15   | Megan Henry           | 10   | 7    | 20  | 11   | 22  | 11  | 10   | 15  | 0956   |
| 16   | Anna Fernstädt        | 14   | 16   | 12  | 20   | 8   | 18  | 16   | 14  | 0852   |
| 17   | Jaclyn Narracott      | 13   | 19   | 15  | 17   | 23  | –   | 11   | 1   | 0797   |
| 18   | Brogan Crowley        | 17   | 17   | 24  | 23   | 16  | 12  | 19   | 23  | 0619   |
| 19   | Nicole Rocha Silveira | –    | –    | 14  | 16   | 9   | 24  | 18   | 18  | 0565   |
| 20   | Laura Deas            | 20   | 20   | 21  | 21   | 18  | 14  | DSQ  | 17  | 0540   |
| 21   | Endija Terauda        | 22   | 23   | 17  | 22   | 19  | 21  | 17   | 21  | 0536   |
| 22   | Huiyang Lin           | 24   | –    | 16  | 15   | 14  | –   | –    | –   | 0357   |
| 23   | Alessia Crippa        | 21   | 22   | 25  | 19   | 25  | 19  | –    | –   | 0346   |
| 24   | Agathe Bessard        | 23   | 24   | 22  | 25   | 21  | 22  | –    | –   | 0309   |
| 25   | Kellie Delka          | –    | –    | 23  | 26   | 26  | 15  | –    | 19  | 0300   |
| 26   | Dan Zhao              | 19   | 15   | –   | –    | –   | 23  | 20   | –   | 0296   |
| 27   | Eunji Kim             | 25   | 25   | –   | –    | –   | –   | 12   | –   | 0208   |
| 28   | Yangqi Zhu            | –    | –    | 19  | 24   | 20  | –   | –    | –   | 0187   |
| 29   | Leslie Stratton       | –    | –    | 26  | –    | –   | 26  | 22   | 22  | 0184   |
| 30   | Yuxi Li               | –    | 18   | –   | –    | –   | 25  | –    | –   | 0120   |
| 31   | Katie Tannenbaum      | –    | –    | –   | –    | –   | –   | –    | 20  | 0068   |
| 32   | Carolin Alexa Andrae  | –    | –    | –   | 27   | 27  | –   | –    | –   | 0068   |
| 33   | Alessandra Fumagalli  | –    | –    | –   | –    | –   | –   | 21   | –   | 0064   |

### Männer
| Rang | Athlet                  | IGL1 | IGL2 | AB1 | WIB1 | AB2 | SIG | WIB2 | SMT | Punkte |
| ---- | ----------------------- | ---- | ---- | --- | ---- | --- | --- | ---- | --- | ------ |
| 01   | Martins Dukurs          | 2    | 11   | 3   | 4    | 1   | 2   | 1    | 1   | 1632   |
| 02   | Axel Jungk              | 4    | 5    | 1   | 2    | 2   | 12  | 2    | 4   | 1551   |
| 03   | Christopher Grotheer    | 3    | 1    | 2   | 3    | 3   | 8   | 9    | 3   | 1547   |
| 04   | Nikita Tregubow         | 10   | 6    | 5   | 6    | 6   | 7   | 7    | 4   | 1384   |
| 05   | Vladislav Semonov       | 5    | 7    | 4   | 13   | 9   | 8   | 7    | 6   | 1320   |
| 06   | Alexander Gassner       | 8    | 21   | 6   | 5    | 10  | 5   | 4    | 2   | 1312   |
| 07   | Alexander Tretjakow     | 1    | 9    | 9   | 1    | 4   | –   | 3    | 8   | 1306   |
| 08   | Tomass Dukurs           | 16   | 18   | 7   | 7    | 8   | 1   | 5    | 7   | 1249   |
| 09   | Jung Seung-gi           | 7    | 4    | 22  | 11   | 16  | 3   | 11   | 13  | 1104   |
| 10   | Matt Weston             | 13   | 1    | 12  | 11   | 7   | 10  | –    | 9   | 1073   |
| 11   | Sungbin Yun             | 6    | 13   | 26  | 9    | 13  | 17  | 6    | 10  | 1012   |
| 12   | Geng Wenqiang           | 12   | 1    | 8   | 8    | 14  | 21  | 10   | –   | 0991   |
| 13   | Jisoo Kim               | 9    | 14   | 16  | 14   | 17  | 13  | 14   | 14  | 0904   |
| 14   | Samuel Maier            | 11   | 16   | 13  | 20   | 5   | 16  | 16   | 15  | 0900   |
| 15   | Amadeo Bagnis           | 14   | 19   | 15  | 15   | 11  | 15  | 13   | 16  | 0850   |
| 16   | Vladyslav Heraskevych   | 22   | 21   | 10  | 19   | 12  | 6   | 25   | 11  | 0816   |
| 17   | Mattia Gaspari          | 18   | 15   | 11  | 26   | 15  | 11  | 15   | 17  | 0788   |
| 18   | Yan Wengang             | 17   | 8    | 28  | 9    | 18  | 14  | 12   | –   | 0748   |
| 19   | Marcus Wyatt            | 14   | 10   | 14  | 25   | 19  | 17  | –    | 20  | 0638   |
| 20   | Ronald Auderset         | 20   | 24   | 18  | 17   | 22  | 22  | 20   | 22  | 0517   |
| 21   | Craig Thompson          | 21   | 17   | 21  | 16   | 21  | 30  | 19   | 23  | 0514   |
| 22   | Chen Wenhao             | 19   | 12   | 17  | 18   | 23  | –   | –    | –   | 0420   |
| 23   | Florian Austin          | 23   | 20   | 22  | 30   | 25  | 24  | 24   | 18  | 0404   |
| 24   | John Daly               | 24   | 27   | 20  | 21   | 26  | –   | –    | –   | 0243   |
| 25   | Basil Sieber            | 27   | 25   | 27  | 29   | 20  | 27  | –    | –   | 0228   |
| 26   | Alexander Schlintner    | –    | –    | –   | –    | –   | 26  | 23   | 12  | 0214   |
| 27   | Mihail Sebastian Enache | 28   | 28   | –   | 23   | 24  | 31  | –    | 21  | 0213   |
| 28   | Florian Auer            | 26   | 23   | 24  | 24   | 29  | –   | –    | –   | 0200   |
| 29   | Jewgenij Rukosuev       | –    | –    | –   | –    | –   | 4   | –    | –   | 0192   |
| 30   | Mark Lynch              | 25   | 26   | 25  | 27   | 27  | –   | –    | –   | 0180   |
| 31   | Blake Enzie             | –    | –    | –   | –    | –   | 20  | 27   | 19  | 0174   |
| 32   | Rin Kinoshita           | –    | –    | –   | 22   | –   | 23  | 29   | 30  | 0150   |
| 33   | Andrew Blaser           | –    | –    | –   | –    | –   | 28  | 22   | 26  | 0120   |
| 34   | Evan Neufeldt           | –    | –    | –   | –    | –   | 24  | 28   | 27  | 0105   |
| 35   | Nicholas Timmings       | –    | –    | 19  | –    | –   | –   | –    | 28  | 0102   |
| 36   | Laurence Bostock        | –    | –    | –   | –    | –   | –   | 17   | –   | 0088   |
| 37   | Ander Mirambell         | –    | –    | –   | –    | –   | –   | 26   | 24  | 0081   |
| 38   | Ben Fulker              | –    | –    | –   | –    | –   | –   | 18   | –   | 0080   |
| 39   | Yin Zheng               | –    | –    | –   | –    | –   | 19  | –    | –   | 0074   |
| 40   | Jean Jacques Buff       | –    | –    | –   | –    | –   | –   | 21   | DNS | 0062   |
| 41   | Kyle Murray             | –    | –    | –   | 27   | 28  | –   | –    | –   | 0060   |
| 42   | Nathan Crumpton         | –    | –    | –   | –    | –   | –   | –    | 24  | 0045   |
| 43   | Jared Firestone         | –    | –    | –   | –    | –   | –   | –    | 29  | 0024   |
| 44   | Lucas Defayet           | –    | –    | –   | –    | –   | 29  | –    | 31  | 0024   |
| 45   | Dean Timmings           | –    | 29   | –   | –    | –   | –   | –    | –   | 0024   |
| 46   | Elliot Brown            | 29   | –    | –   | –    | –   | –   | –    | –   | 0024   |